# Green Belt Center

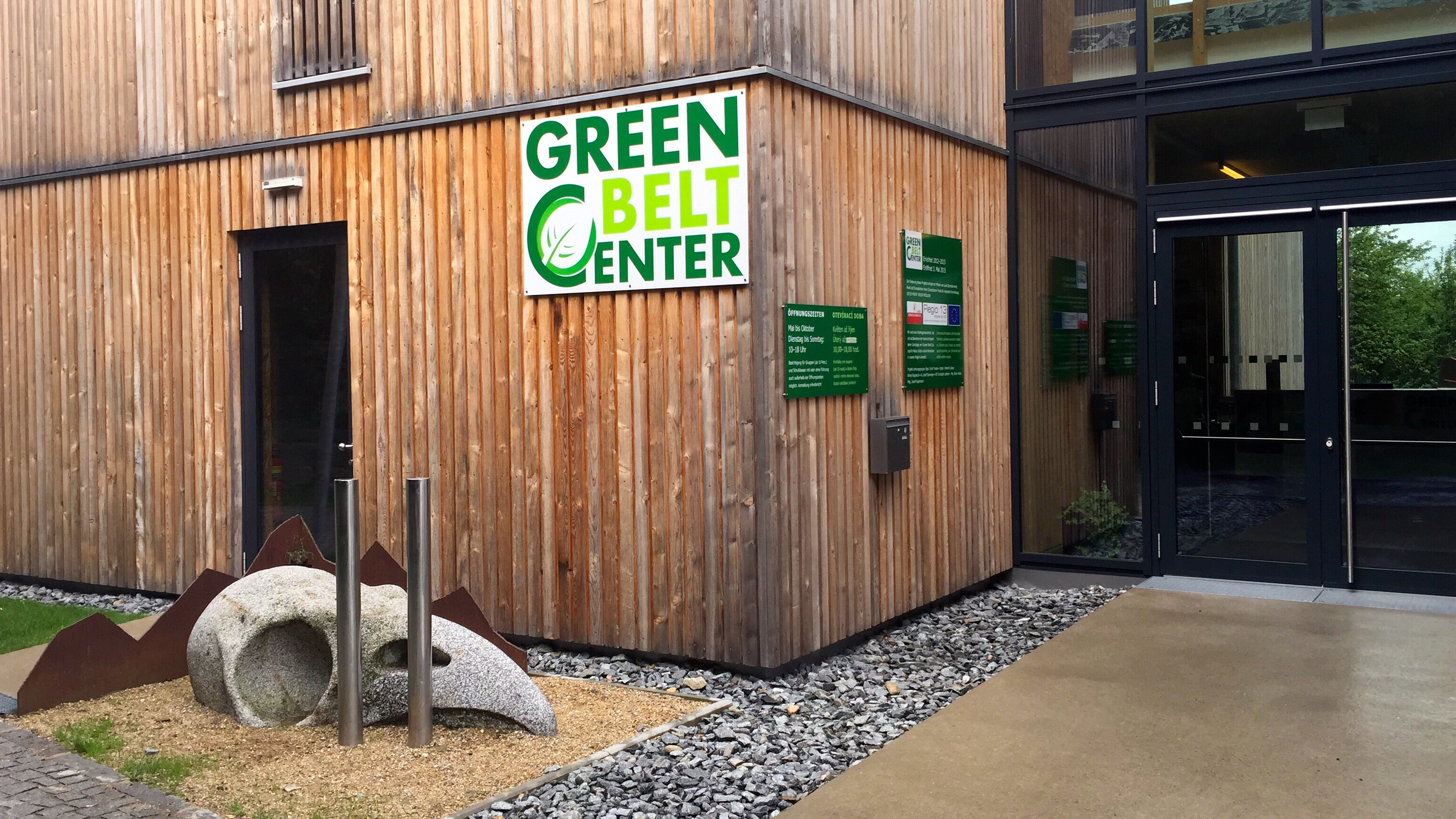
Architektura v Green Belt Centru.

Green Belt Center je návštěvnické centrum v obci Windhaag bei Freistadt.
Green Belt Center vzniklo v roce 2015, je kompletně bezbariérové a ve svých dvojjazyčných (česko-německých) expozicích přibližuje návštěvníkům zejména problematiku historie železné opony a následného znovuoživení krajiny a přírodního a turistického potenciálu příhraniční části Jižních Čech a Horního Rakouska. Malý obchůdek v přízemí nabízí regionální produkty.